# READY TO BE
Ready to Be는 대한민국의 걸 그룹 트와이스의 12번째 익스텐디드 플레이이다. 2023년 3월 10일 JYP 엔터테인먼트와 리퍼블릭 레코드를 통해 발매되었다. 그룹의 두 번째 영어 싱글 "Moonlight Sunrise"와 리드 싱글 "Set Me Free"를 포함한 7개의 트랙으로 구성되어 있다. 앨범 사운드는 주로 팝과 복고풍 프로덕션에서 영감을 받았으며, 디스코와 팝 록부터 마이애미 베이스와 발레아릭 비트에 이르는 절충적인 스타일을 통합한다. 가사적으로 앨범은 성숙, 확신, 사랑, 실연의 주제를 다룬다.
이 앨범은 정교한 복고풍, 팝 프로덕션, 그리고 EP의 성숙한 테마를 칭찬하는 비평가들로부터 대체적으로 호의적인 평가를 받았다. 상업적으로는 첫 주에 100만 장 이상의 실물 앨범 판매량을 기록하며 써클 앨범 차트에서 1위로 데뷔했다. 미국에서는 순수 실물 판매량 145,500장을 기록하며 빌보드 200에서 2위로 데뷔하여 트와이스는 미국에서 3개의 톱 3 앨범과 4개의 톱 10 앨범을 보유한 최초의 여성 K-팝 그룹이 되었다. 이 앨범은 18,000장의 바이닐을 판매하여 1991년 이후 모든 여성 그룹 중 미국에서 가장 높은 첫 주 바이닐 판매량을 달성했다. 또한 일본, 독일, 포르투갈, 폴란드, 헝가리, 크로아티아에서 톱 10에 진입했다.

## 배경
2022년 7월 JYP 엔터테인먼트와의 계약이 갱신된 후, 그룹은 같은 해 8월 Between 1&2를 발매했으며, 이는 트와이스의 8주년을 기념하는 역할을 했다. 이 앨범은 당시 비평가들로부터 전반적으로 긍정적인 평가를 받았고, 100만 장을 판매한 첫 앨범이 되었다. 2022년 12월, 그룹의 SNS를 통해 2023년 1월과 3월에 영어 싱글과 미니 앨범을 발매할 것이라고 발표되었다. 이 발표는 날짜와 "Twice Our Youth"라는 문구가 적힌 포스터와 함께 공개되었는데, 이는 인터넷 사용자들로 하여금 이 문구가 새 앨범의 제목이 될 것이라고 추측하게 만들었다. 2023년 1월, 트와이스는 "The Feels"에 이어 두 번째 영어 싱글 "Moonlight Sunrise"를 발매했다. 다음 달에는 미니 앨범의 제목인 Ready to Be와 리드 싱글 "Set Me Free"를 확정했다.

## 구성
Ready to Be는 20분 길이이며 7곡으로 구성되어 있다. 주로 팝 음반으로 복고풍 사운드를 많이 포함한다. 디스코, 팝 록, 블루스, 마이애미 베이스, R&B, 댄스 팝과 같은 장르를 특징으로 하며 하우스, 드림 팝, 라틴, 발레아릭 비트의 강한 영향을 받았다. 가사적으로 앨범은 성숙, 확신, 사랑, 실연의 주제를 중심으로 전개된다. 멤버 다현은 "Blame It on Me"와 "Crazy Stupid Love"의 가사를 썼다. 멜라니 폰타나, LDN Noise, 테일러 파크스, Lindgren, Lostboy, Earattack, 이우민 "Collapsedone"을 포함한 다양한 작곡가와 프로듀서도 참여했다.

### 곡
첫 번째 트랙인 "Set Me Free"는 그루비한 베이스라인, "흔하지만 강력한 사운드", 해방적인 가사가 특징인 디스코 트랙이다. 가사는 짝사랑하는 사람에게 사랑을 고백할 용기를 찾는 주인공을 중심으로 전개되며, "오랫동안 당신에 대한 내 감정을 숨겨왔어"와 "이제 내 마음속에서 털어냈으니 당신과 내가 들어설 공간이 생겼어"와 같은 가사가 나온다. 두 번째 트랙은 선공개 싱글 "Moonlight Sunrise"로, 경쾌한 마이애미 베이스, R&B, 팝 노래이다. 이 트랙은 하우스 영향을 받은 신스팝 편곡과 몽환적인 멜로디, 그리고 "사랑의 절박함을 탐구하는" 가사를 포함한다. "Got the Thrills"는 발레아릭 비트 영향을 받은 댄스 팝 노래이다. 일부 비평가들은 "Got the Thrills"가 비슷한 신시사이저와 코드 진행 때문에 "Talk That Talk"의 속편으로 간주될 수 있다고 언급했다. "Got the Thrills" 다음에는 록 및 블루스에서 영감을 받은 트랙인 "Blame It on Me"가 나오는데, 이 곡의 가사는 트와이스 멤버 다현이 썼다. 이 곡은 일렉 기타의 "크고 힘찬 스트럼"과 트랙 전체에 걸쳐 일관된 코드 진행이 특징이다. 가사는 "미묘한 성욕의 터치"가 있는 일방적인 강박에 대해 이야기한다. 일부 비평가들은 이 노래를 "짝사랑과 보답받지 못하는 결과에 대한 송가"로 묘사했다. 다섯 번째 노래인 "Wallflower"는 라틴 영향을 받은 트랙이다. 가사적으로는 "친밀한 밤과 함께 춤을 추는 것을 자신감 있게 제안하는" 내용이다. 다현은 마지막 트랙인 "Crazy Stupid Love"의 가사도 썼다. 이 곡은 이별과 "하찮은 거짓말과 사랑이 가져올 수 있는 유해성을 다루고 싶지 않은 격렬한 감정"을 묘사하는 팝 록 노래이다.

## 발매 및 홍보

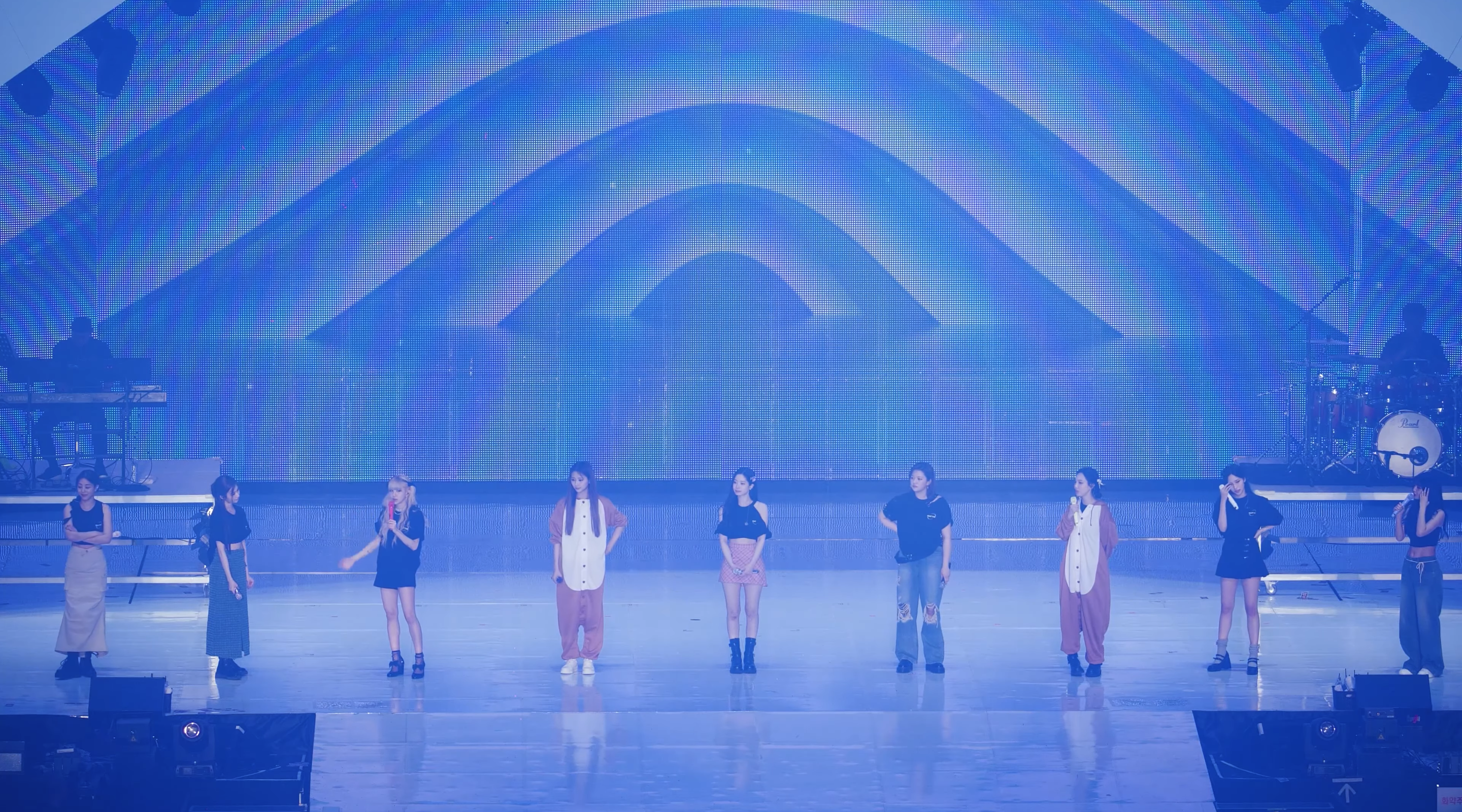
트와이스의 다섯 번째 월드 투어

2023년 2월 3일, 트와이스는 앨범의 제목과 커버를 공식적으로 공개하고, 2023년 3월 10일 발매일을 발표했다. 그룹은 2월 17일에 공식 트랙리스트를 공개했다. 3월 4일, 앨범 발매를 지원하기 위해 로스앤젤레스에서 팝업 체험이 열렸으며, 트와이스는 팬들에게 직접 굿즈를 판매했다. 3월 6일과 7일, 그룹은 뮤직 비디오의 두 가지 티저를 공개했다.
앨범을 홍보하기 위해 트와이스는 3월 9일 지미 팰런의 투나잇 쇼에서 "Set Me Free"를, 3월 14일 켈리 클락슨 쇼에서 "Moonlight Sunrise"를 공연했다. 앨범 발매일에는 엠파이어 스테이트 빌딩이 비영리 단체 Musicians On Call과 협력하여 트와이스의 공식 색상으로 불을 밝히며 "음악의 치유력"을 축하했다. 4월에는 그룹이 앨범을 지원하기 위해 다섯 번째 월드 투어를 시작했다.

## 평가
| 전문가 평가          | 전문가 평가 |
| 평가 점수            | 평가 점수   |
| 출처                 | 점수        |
| -------------------- | ----------- |
| 올뮤직               | [ 24 ]      |
| 이즘                 | [ 25 ]      |
| 뉴 뮤지컬 익스프레스 | [ 7 ]       |

롤링 스톤의 팀 찬은 앨범에 긍정적인 평가를 내리며, 트와이스가 "지루한 고정관념을 날려버리고 오늘날 팝 음악계의 어떤 것만큼이나 거칠고 매력적인 7곡으로 장벽을 부수고 있다"고 말했다. 뉴 뮤지컬 익스프레스의 리안 데일리는 앨범에 5점 만점에 4점을 주며, 몇몇 "어색한 접점"에도 불구하고 트와이스의 정교하고 복고풍에서 영감을 받은 사운드를 더욱 정교하게 다듬었다고 평가했다. 업록스에 글을 쓴 라이 프랜시스는 그룹의 "성숙한 테마를 지닌 정교한 팝을 가져온 새로운 이미지"를 칭찬했다. 올뮤직의 닐 Z. 영은 Ready to Be가 "에너지와 행복감을 최고조로 유지"하며 "자신감 있고 세련된 9인조 그룹의 또 다른 중독적인 팝 순간"이라고 결론지었다. 이즘의 한성현은 "'Set Me Free'와 'Moonlight Sunrise'가 남긴 인상은 다소 평이하지만, 이어지는 나머지 트랙들은 즉시 귀를 사로잡고 몰입시키는 데 성공한다"고 썼다. 한편, 한은 Ready to Be가 "최고는 아닐 수 있지만", "7년차 그룹이 보여줄 수 있는 최고의 결과물"이라고 평가했다.
6월, 롤링 스톤은 현재까지 2023년 최고의 앨범 목록에 이 앨범을 포함했다. 업록스는 유사한 목록에 이 EP를 포함하며, 프로덕션, 다재다능함, 그리고 그룹의 라이브 공연을 칭찬했다. 페이스트는 이 앨범을 올해 최고의 K-팝 앨범 8위로 선정하며, "가사 전반에 걸쳐 주체적인 주장과 저항이 담겨 있어 그 어느 때보다 정교하고 성숙해졌다"고 평가했다.

## 상업적 성과
3월 8일, Ready to Be의 선주문 판매량이 170만 장을 돌파하여 그룹의 이전 앨범 선주문 기록을 경신했다고 보도되었다. 이 앨범은 미국 빌보드 200에서 153,000 앨범 등가 단위 (순수 앨범 판매량 145,500장 포함)로 2위를 기록했다. 이는 트와이스의 네 번째 미국 톱 10 앨범이자 현재까지 미국에서 가장 높은 차트 순위를 기록한 앨범이며, 판매량 기준으로도 가장 큰 한 주를 기록했다. 이 앨범은 286,000장 이상의 순수 실물 판매량으로 그룹의 네 번째 베스트셀러 앨범이 되었다. 이로써 트와이스는 미국에서 3개의 톱 3 앨범과 4개의 톱 10 앨범을 보유한 최초의 여성 K-팝 그룹이 되었다. 바이닐 버전은 18,000장 판매되어 1991년 이후 모든 여성 그룹 중 미국에서 가장 높은 첫 주 바이닐 판매량을 달성했다.

## 트랙 리스트
| #            | 제목                        | 작사                                                        | 작곡                                                     | 편곡                    | 재생 시간 |
| ------------ | --------------------------- | ----------------------------------------------------------- | -------------------------------------------------------- | ----------------------- | --------- |
| 1.           | 〈Set Me Free〉             | 스타 워즈 (갈락티카) Jvde (갈락티카)                        | 멜라니 폰타나 Lindgren Marty Maro                        | Lindgren                | 3:01      |
| 2.           | 〈Moonlight Sunrise〉       | Earattack 니나 앤 넬슨 케이디 달레이 이우현                 | Earattack 니나 앤 넬슨 케이디 달레이 이우현              | Earattack 이우현        | 3:00      |
| 3.           | 〈Got the Thrills〉         | Mrch                                                        | 이우민 "Collapsedone" Mrch                               | 이우민 "Collapsedone"   | 2:53      |
| 4.           | 〈Blame It on Me〉          | 다현                                                        | 이원종 시아라 머스캣                                     | 이원종                  | 2:40      |
| 5.           | 〈Wallflower〉              | JQ                                                          | 피터 라이크로프트 테일러 파크스 라라 안데르손            | Lostboy                 | 2:56      |
| 6.           | 〈Crazy Stupid Love〉       | 다현                                                        | 영 찬스 쇼렐 그렉 보니크 헤이든 채프먼 Lenno Linjama Sla | LDN Noise Lenno Linjama | 2:49      |
| 7.           | 〈Set Me Free〉 (영어 버전) | 스타 워즈 (갈락티카) Jvde (갈락티카) 멜라니 폰타나 Lindgren | 멜라니 폰타나 Lindgren Marty Maro                        | Lindgren                | 3:01      |
| 총 재생 시간 | 총 재생 시간                | 총 재생 시간                                                | 총 재생 시간                                             | 총 재생 시간            | 20:24     |

## 참여자
크레딧은 멜론과 앨범 라이너 노트에서 발췌했다.
| 음악가 - 트와이스 – 보컬 - 다현 – 작사가 (4번, 6번 트랙) - 니콜 닐리 – 현악기 (1번, 7번 트랙) - Earattack – 베이스, 드럼 프로그래밍, 키보드, 프로듀서 (2번 트랙) - LDN Noise – 프로듀서 (6번 트랙) - 이원종 – 기타, 프로듀서, 키보드, 신시사이저 (4번 트랙) - 이우현 – 베이스, 드럼 프로그래밍, 키보드, 프로듀서 (2번 트랙) - 이우민 "Collapsedone" – 일렉 기타, 키보드, 프로듀서 (3번 트랙) - Lenno Linjama – 프로듀서 (6번 트랙) - Lindgren – 프로듀서 (1번, 7번 트랙) - Lostboy – 프로듀서 (5번 트랙) - 멜라니 폰타나 – 백 보컬 (1번, 7번 트랙) - Mrch – 백 보컬 (3번 트랙) - 피터 라이크로프트 – 모든 악기 (5번 트랙) - Shorelle – 백 보컬 (6번 트랙) - 소피아 패 – 백 보컬 (2번, 4~5번, 7번 트랙) - Sound Kim – 백 보컬 (6번 트랙) - 영 찬스 – 백 보컬 (6번 트랙) | 기술 - 커티스 더글라스 – 믹싱 (1번, 7번 트랙) - Earattack – 보컬 디렉팅 (2번, 5번 트랙), 녹음 (5번 트랙) - Friday (갈락티카) – 보컬 디렉팅 (1번 트랙) - 구혜진 – 녹음 (1~2번, 4~5번, 7번 트랙) - 이한늘 – 실감형 믹싱 - 임찬미 – 녹음 (1~3번, 6~7번 트랙) - 최정훈 – 실감형 믹싱 - Jvde (갈락티카) – 보컬 디렉팅 (1번 트랙) - 강선영 – 디지털 편집 (6번 트랙) - 권남우 – 마스터링 - 이경원 – 디지털 편집 (1~2번, 5번, 7번 트랙) - 이태섭 – 믹싱 (2번, 4~6번 트랙) - 이원종 – 디지털 편집, 보컬 디렉팅 (4번 트랙) - 이우민 "Collapsedone" – 컴퓨터 프로그래밍 (3번 트랙) - 니콜 닐리 – 세션 (1번 트랙) - 박남준 – 디지털 편집, 믹싱 (3번 트랙) - 신봉원 – 믹싱 (3번 트랙) - 소피아 패 – 보컬 디렉팅 (7번 트랙) - 영 찬스 – 디지털 편집, 보컬 디렉팅 (6번 트랙) |

## 차트
| 차트 (2023)                           | 최고 순위 |
| 11                                    |           |
| 14                                    |           |
| 14                                    |           |
| 11                                    |           |
| ------------------------------------- | --------- |
| 크로아티아 국제 앨범 (HDU)            | 2         |
| 15                                    |           |
| 15                                    |           |
| 8                                     |           |
| 그리스 앨범 (IFPI)                    | 36        |
| 7                                     |           |
| 이탈리아 앨범 (FIMI)                  | 72        |
| 3                                     |           |
| 일본 통합 앨범 (오리콘)               | 3         |
| 일본 핫 앨범 (빌보드 재팬)            | 15        |
| 폴란드 앨범 (ZPAV)                    | 3         |
| 2                                     |           |
| 대한민국 앨범 (써클)                  | 1         |
| 16                                    |           |
| 스웨덴 실물 앨범 (스베리예토프리스탄) | 7         |
| 19                                    |           |
| 17                                    |           |
| 2                                     |           |
| 1                                     |           |

| 차트 (2023)          | 최고 순위 |
| -------------------- | --------- |
| 일본 앨범 (오리콘)   | 6         |
| 대한민국 앨범 (써클) | 1         |

| 차트 (2023)             | 순위 |
| ----------------------- | ---- |
| 일본 앨범 (오리콘)      | 59   |
| 대한민국 앨범 (써클)    | 14   |
| 미국 빌보드 200         | 178  |
| 미국 월드 앨범 (빌보드) | 6    |

## 인증 및 판매량
| 국가                       | 인증      | 판매량/출하량 |
| -------------------------- | --------- | ------------- |
| 대한민국 (KMCA)            | 1× 밀리언 | 1,000,000^    |
| 미국                       | —         | 303,000       |
| ^출하량을 기반으로 한 인증 |           |               |

## 발매 역사
| 지역      | 날짜             | 형식                        | 레이블       | Ref.   |
| --------- | ---------------- | --------------------------- | ------------ | ------ |
| 여러 지역 | 2023년 3월 10일  | CD 디지털 다운로드 스트리밍 | JYP 리퍼블릭 | [ 50 ] |
| 미국      | 2023년 3월 10일  | 바이닐                      | JYP 리퍼블릭 | [ 51 ] |
| 미국      | 2023년 11월 17일 | 바이닐                      | JYP 리퍼블릭 | [ 52 ] |

## 같이 보기
- 2023년 음반 목록
- 대한민국의 음반 판매량 순위 목록
- 2023년 써클 앨범 차트 1위 목록
- 대한민국 역대 걸그룹 음반 판매량 순위
- 빌보드 차트의 K-POP 앨범 목록